# Археологія Маріуполя
Територія сучасного Маріуполя була заселена людьми ще з найдавніших часів: тут була знайдена стоянка людей давньої кам'яної доби (40-10 тис. років тому).

## Неоліт

### Сурська культура
У VI тисячолітті до н. е. в Приазов'ї під впливом Малої і Передної Азії склався свій центр ранніх (сурських, 5700—4350 років до н. е.) неолітичних культур (новокам'яна доба). Тваринництво тут розвивалося за моделлю Східної Європи (домінування корів і овець), розвивалось гончарство, було глинобитне житло, вирощували ячмінь, просо, карликову пшеницю. 
Сурські громади розселилися на території Подніпров'я, Приазов'я (у тому числі в низов'ї річки Молочної: поселення Семенівка-1 і Кам'яна Могила-1, відомий грот «Чурінг» й печера «Колдун»), однак на території самого Маріуполя ранніх неолітичних поселень немає.

### Маріупольський могильник
Археологічні розкопки унікального Маріупольського могильника (могильник виявлений у 1930 р. під час будівництва заводу «Азовсталь») на території лівого берега Кальміусу виявили пізньонеолітичне родоплемінне поховання (5500-5200 років до нашої ери) нижньодінської культури. 
Було знайдено 122 поховання людей, кераміку, поховальний інвентар, мушлі молюсків, пластини і скребки з кременю, намиста(в тому числі у вигляді півмісяця, які, як припускають, відігравали роль грошей), поховальні савани, охру — символ крові та вогню, якою осипали трупи померлих та інші предмети. На керамічному посуді вчені побачили орнаментальний малюнок, який був незмінним у всіх похованнях від Дніпра до Дону. 
У людей, похованих у Маріупольському могильнику, була розвинена релігійна система (існували амулети, фігурки биків-фетишів, булави, близьке розташування до річки, якою, за багатьма віруваннями, душі мертвих вирушали в інший світ). 
Серед знахідок — 2 вирізьблені фігурки бика — зразки реалістичного мистецтва, перламутрове намисто, нашивки для одягу із ікл кабана, прясельце (знаряддя ткацтва). Останки належали людям європеоїдної раси, що мали великий зріст (172–174 см), дуже довгі ноги, масивний скелет. 
Маріупольський могильник дав назву області поширення кількох подібних між собою археологічних культур доби розвинутого неоліту — початку енеоліту — Маріупольська культурно-історична область, що включала культури: азово-дніпровську, нижньодонську (воронізько-дінську) самарську на Волзі, надкаспійську та вірьовкінську групу пам'яток у дніпро-донецькому регіоні.
З археологічних даних відомо, що частина населення нижньодінської культури близько 5100 року до н. е. під тиском посушливого клімату пішла в Західне Поозів'я й оселилася поруч із племенами сурської культури. В результаті їх взаємодії з'явилася нова культура — азово-дніпровська (5100—4350 до н. е.). 
Крім Маріупольського могильника новокам'яні стоянки в Поозів'ї є Роздорське, Самсонове, Раковинний Яр, 5 поховань на хуторі Каратайове (Ростов-на-Дону).

## Мідна та Бронзова доба
На початку першого тисячоліття до нашої ери в північному Приазов'ї жили племена піннерійців, що займалися скотарством і землеробством. 
У курганах «Кам'яних могил» та й у самому місті (курган на перетині проспекту Будівельників і вулиці Урицького, у народі — «Зелена гірка», на стародавніх картах — «Дід»), знайдені сліди племен епохи міді-бронзи (5-4 тис. років тому). 
В 1993 році при будівництві водогону, що проходив по окраїні кургану «Зелена гірка», були знайдені кістки, виявлено три поховання, яких відносять до бронзової доби. 

## Скіфо-сарматська доба
Не виключено, що в кургані Зелена гурка також перебувають поховання скіфо-сарматського періоду.
Приозівські степи стали батьківщиною для багатьох античних племен (2,5-2 тис. років тому): у VII столітті до нашої ери в Приозів'я через Дон прийшли скіфи, а через п'ять сторіч їх витіснили сармати. 

## Велике переселення народів
У IV столітті в степу Північного Приазов'я з'явились гуни. Їхня навала надовго загальмувала тут розвиток економіки та культури. 
Упродовж майже двох сторіч територією Північного Приазов'я пересувалися різні племена, розпадалися й утворювалися племінні союзи. Найзначнішими із таких об'єднань був союз утургурів. 
Пізніше тут хазяйнували хозари, кочували печеніги, торки, половці.
Період розвитку антського об'єднання племен відповідає III–VIII століттям н. е. і пов'язаний із розквітом Черняхівської культури, з її осілим тваринництвом, землеробством, полюванням, рибальством, писемністю (1,3-1,8 тис. років тому).